# منتخب صربيا تحت 16 سنة لكرة السلة للرجال
منتخب صربيا تحت 16 سنة لكرة السلة للرجال هو ممثل صربيا الرسمي في المنافسات الدولية في كرة السلة في فئة كرة السلة للرجال تحت 16 سنة.